# ポリュペイデース
ポリュペイデース（古希: Πολυφείδης, Polypheidēs）は、ギリシア神話の人物である。長母音を省略してポリュペイデスとも表記される。主に、
- マンティオスの子
- シキュオーン王

の2名が知られている。以下に説明する。

## マンティオスの子
このポリュペイデースは、ホメーロスによるとマンティオスの子で、クレイトスと兄弟。子供にテオクリュメノスがいる。予言者メラムプースの孫にあたる。アムピアラーオスの死後、アポローンによって当代随一の予言者となったが、父マンティオスと対立して故郷を離れ、アカイア地方のヒュペレシアに移住、予言の業を広く人々のために使った。

## シキュオーン王
このポリュペイデースは、シキュオーンの24代目の王である。幼いアガメムノーンとメネラーオスをテュエステースから保護し、さらに2人をカリュドーン王オイネウスに預けた。